# Ravensburg járás
Ravensburg járás egy járás Baden-Württembergben. Ravensburg járás Lindau (Bodensee), Oberallgäu, Unterallgäu, Memmingen, Biberach, Sigmaringen és Boden-tói járásokkal határos. Lakosainak száma 272 425 fő (2014. január 3.).

## Népesség
A járás népessége az elmúlt években az alábbi módon változott:

| 2014 | 272 425 |